# الرتس‌هار
الرتس‌هار (به هلندی: Ellertshaar) یک منطقهٔ مسکونی در هلند است که در بورخر-ادورن واقع شده‌است. الرتس‌هار ۳۰ نفر جمعیت دارد.